# Baía de São Paulo

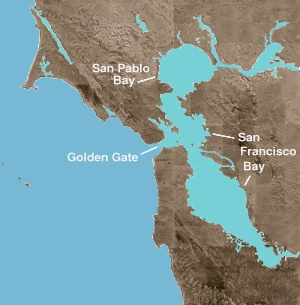
A baía de São Paulo e a Baía de São Francisco

A Baía de São Paulo (em inglês:  San Pablo Bay) é um estuário ao norte da Califórnia. O estuário é formado pelos rios Sacramento e San Joaquin que deságuam na baía de São Francisco ao sul.